# Words just get in the way
Words just can get in the way is het negende studioalbum van de Brit Steven Humphries, werkende onder de naam Create. Het album is opgenomen in de eigen studio van september tot en met december 2008. De stijl is Berlijnse school. Derhalve lang uitgesponnen tracks. De eerste en tweede tracks zijn studio-uitvoeringen van stukken die hij speelde tijdens de Awakeningsconcerten (concerten met elektronische muziek). De eerste track is live opgenomen in zijn eigen studio (dus direct op de computer gezet); op track 2 speelt Hashtronaut (Michael Daniel) mee op gitaar. De meningen over dit album lopen sterk uiteen; de een vindt deze retromuziek "te gek", de ander zegt dat het allemaal wel "erg gedateerd" klinkt en dat de sequencer niet helemaal gelijk loopt met de muziek. Dat laatste zal een van de redenen zijn dat het een privé-opname bleef. Voor muziekliefhebbers van Tangerine Dream-muziek uit hun beginperiode is de muziek zeer herkenbaar met mellotron en gitaar.

## Musici
- Steve Humphries – alle instrumenten
- Hashtronaut – gitaar op 2

## Composities
| Nr. | Titel                                           | Duur  |
| --- | ----------------------------------------------- | ----- |
| 1.  | The Obsidian Eye ((opgenomen 24 november 2008)) | 38:30 |
| 2.  | Closer than you think                           | 24:30 |
| 3.  | Slave to the groove                             | 11:46 |